# پوزیترونیوم

الکترون و پوزیترون که به دور مرکز جرم مشترک خود می چرخند. یک حالت s دارای تکانه زاویه‌ای صفر است، بنابراین چرخش به دور یکدیگر به معنای حرکت مستقیم به سمت یکدیگر است تا زمانی که جفت ذرات یا پراکنده یا نابود شوند، هر کدام که اول اتفاق بیفتد. این یک حالت ثابت کوانتومی محدود است که به عنوان پوزیترونیوم شناخته می شود.

پوزیترونیوم که یک اتم اگزاتیک است از پوزیترون به جای پروتون در اتم خود استفاده می‌کند این‌گونه اتم‌ها غالباً عمر بسیار کوتاهی دارند ولی پوزیترونیوم عمری دارد تا بتواند یک طیف را تولید کند و نقش مهمی در مدل الکترودینامیک کوانتمی و مدل کوارکونیوم دارد.
پوزیترونیوم‌ها دو نوع هستند:
- پاراپوزیترونیوم‌ها: پوزیترون و الکترون که مقید شده‌اند دارای اسپین مخالف هم باشند.
- اورتوپوزیترونیوم‌ها: پوزیترون و الکترون مقید شده دارای اسپین هم‌جهت باشند که باعث می‌شود عمر این حال صدبرابر بیشتر از عمر پاراپوزیترونیوم‌ها باشد.[۱]

## تاریخچه
این موضوع به وسیله پیرن و در سال ۱۹۴۴ و از لحاظ تئوری بررسی شد و نخستین باز توسط دویچ در سال ۱۹۵۱ در آزمایشگاه تولید شد